# Patricija Šulin
Patricija Šulin (ur. 25 listopada 1965 w m. Šempeter pri Gorici, zm. 2 listopada 2021) – słoweńska polityk, działaczka samorządowa i urzędniczka, posłanka do Zgromadzenia Państwowego, posłanka do Parlamentu Europejskiego VIII kadencji.

## Życiorys
Ukończyła studia na wydziale nauk o organizacji w Kranju Uniwersytetu w Mariborze. Pracowała jako referentka, prowadziła własną działalność handlową, następnie była dyrektorem handlowym prywatnego przedsiębiorstwa. W 1997 została inspektorem podatkowym w ministerstwie finansów. W 2010 objęła stanowisko zastępczyni burmistrza Novej Goricy. Wybrano ją również na przewodniczącą lokalnych struktur Słoweńskiej Partii Demokratycznej.
W wyborach parlamentarnych w 2011 kandydowała z listy SDS do Zgromadzenia Państwowego. Mandat poselski objęła w 2012, kiedy to z zasiadania w parlamencie czasowo zrezygnował powołany w skład rządu Zvone Černač. Funkcję deputowanej pełniła do 2013. W wyborach europejskich w 2014 z ramienia swojego ugrupowania została wybrana na eurodeputowaną VIII kadencji; mandat sprawowała przez jedną kadencję do 2019. Od 2020 zatrudniona w administracji gminy miejskiej Nova Gorica, gdzie zajmowała się sprawami organizacyjnymi i majątkowymi.